# Lodolo (Castel Goffredo)
Lodolo (Lùdol in dialetto alto mantovano) è una frazione del comune di Castel Goffredo, in provincia di Mantova, distante 2 km dal capoluogo e ad est da esso.

## Origini del nome
Lodolo deriva da lotus, fango, fanghiglia, riferito al luogo.
Da documenti ecclesiastici risulta che nel borgo, nel 1566, esisteva un oratorio dedicato a Santa Maria Elisabetta, appartenente all'Abbazia di Pomposa, in provincia di Ferrara.
Alle porte dell'abitato sorge l'Oratorio dell'Immacolata Concezione (o di Santa Maria Cucumeria), dall'antico nome della contrada, edificato nel 1719.
A poca distanza dal Lodolo, nella località Annunciata nel comune di Medole sorge, in luogo isolato, il Convento dell'Annunciata, risalente al XV secolo.
La zona, ricca di acque, è percorsa dai seguenti torrenti:
- Osone
- Seriola Gozzolina
- Seriola Piubega

## Voci correlate

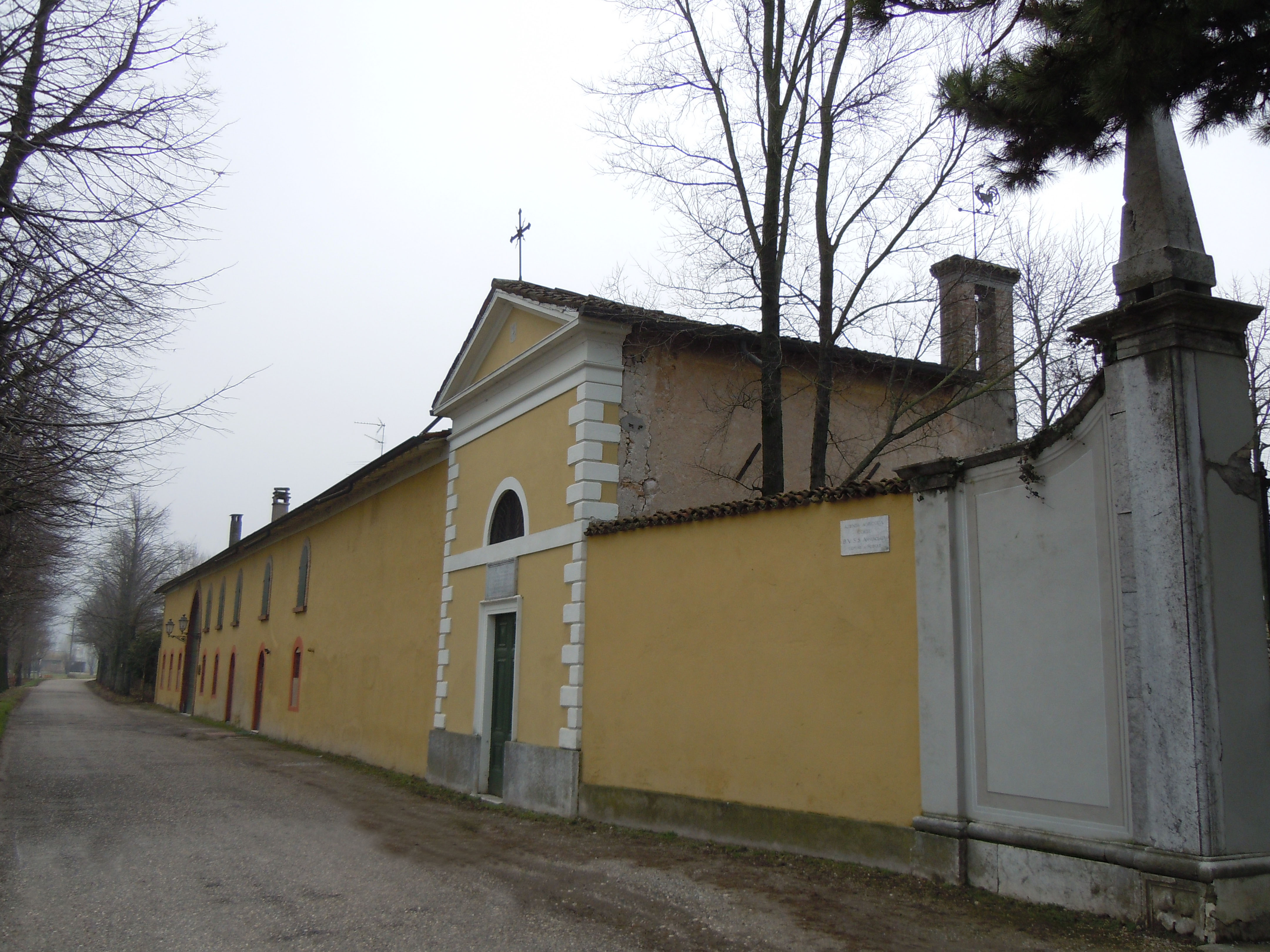
Convento dell'Annunciata, esterno